# Morten Eilifsen
Morten Eilifsen (* 6. Januar 1984) ist ein ehemaliger norwegischer Skilangläufer.

## Karriere
Morten Eilifsen startete für den Verein Henning Skilag. Seit Dezember 2002 nahm der Norweger an internationalen FIS-Rennen teil. Fehlten zunächst Erfolge, wurden seine Ergebnisse seit 2005 langsam besser und im Dezember des Jahres konnte er in Östersund sein erstes FIS-Rennen über 15 Kilometer gewinnen. Im März 2006 wurde Eilifsen, der sich im norwegischen Nationalkader gegen starke Konkurrenz behaupten musste, erstmals über die Langdistanz von 50 Kilometer im Skilanglauf-Weltcup eingesetzt (Platz 52). Es dauerte bis zur ersten Station der Distanzrennen des Skilanglauf-Weltcup 2007/08, dass er sich aufgrund guter Ergebnisse in FIS-Rennen, darunter einem zweiten Sieg in Beitostølen, für einen zweiten Einsatz im Weltcup empfehlen konnte. In seinem zweiten Weltcup-Rennen, das über 15 Kilometer im Freistil gelaufen wurde, belegte er den neunten Rang und damit erstmals einen Platz unter den besten Zehn. Einen Tag später schaffte er mit der Staffel den zweiten Platz. Im Februar 2008 holte er in Falun mit der Staffel seinen ersten und einzigen Weltcupsieg. Er trat darauf vorwiegend beim Scandinavian Cup und bei FIS-Rennen an. Bei der norwegischen Skilanglaufmeisterschaft 2008 in Granåsen gewann er Gold im 30-km-Verfolgungsrennen und über 15 km Freistil. Im März 2010 siegte er beim Storlirennet über 36 km Freistil. Bei der norwegischen Skilanglaufmeisterschaft 2011 in Kvaløysletta holte er Bronze im 50-km-Massenstartrennen. Im November 2011 belegte er im Weltcup erneut mit der Staffel den zweiten Platz. Nach der Saison 2011/12 beendete er seine Karriere.

## Weltcupsiege im Team
| Nr. | Datum            | Ort   | Disziplin           |
| --- | ---------------- | ----- | ------------------- |
| 1.  | 24. Februar 2008 | Falun | 4 × 10 km Staffel 1 |

## Weltcup-Statistik
Die Tabelle zeigt die erreichten Platzierungen im Einzelnen.
- 1.–3. Platz: Anzahl der Podiumsplatzierungen
- Top 10: Anzahl der Platzierungen unter den ersten zehn
- Punkteränge: Anzahl der Platzierungen innerhalb der Punkteränge
- Starts: Anzahl gelaufener Rennen in der jeweiligen Disziplin
- Hinweis: Bei den Distanzrennen erfolgt die Einordnung gemäß FIS.

| Platzierung         | Distanzrennen a | Distanzrennen a | Distanzrennen a | Distanzrennen a | Distanzrennen a | Skiathlon Verfolgung | Sprint | Etappen- rennen b | Gesamt | Team c | Team c  |
| Platzierung         | ≤ 5 km          | ≤ 10 km         | ≤ 15 km         | ≤ 30 km         | > 30 km         | Skiathlon Verfolgung | Sprint | Etappen- rennen b | Gesamt | Sprint | Staffel |
| ------------------- | --------------- | --------------- | --------------- | --------------- | --------------- | -------------------- | ------ | ----------------- | ------ | ------ | ------- |
| 1. Platz            |                 |                 |                 |                 |                 |                      |        |                   |        |        | 1       |
| 2. Platz            |                 |                 |                 |                 |                 |                      |        |                   |        |        | 2       |
| 3. Platz            |                 |                 |                 |                 |                 |                      |        |                   |        |        |         |
| Top 10              |                 |                 | 1               |                 |                 |                      |        |                   | 1      |        | 4       |
| Punkteränge         |                 |                 | 7               | 1               |                 | 1                    |        |                   | 9      |        | 5       |
| Starts              |                 |                 | 11              | 2               | 4               | 1                    | 1      |                   | 19     |        | 5       |
| Stand: Karriereende |                 |                 |                 |                 |                 |                      |        |                   |        |        |         |